# Свен Агге
Свен Агге (швед. Sven Agge; 16 червня 1925  Сільянснес, Даларна, Швеція — 5 лютого 2004) — шведський біатлоніст, призер чемпіонату світу з біатлону 1959 року.

## Виступи на Олімпійських іграх
| Рік  | Місце проведення | Інд | Спр | Пр | МС | Ест |
| 1960 | Скво-Веллі       | 16  |     |    |    |     |

## Виступи на чемпіонатах світу
| Рік  | Місце проведення | Інд | Спр | Пр | МС | Ест | КГ |
| 1959 | Курмайор         | 3   |     |    |    |     | 2  |

## Біатлонна кар'єра
У 1959 році Свен виборов бронзову медаль на другому чемпіонаті світу з біатлону в індивідуальній гонці, також, разом зі своїми співвітчизниками, здобув і срібло в командній гонці, переможець в якій визначався за сумою результатів чотирьох найкращих спортсменів у індивіуальній гонці. У 1960 році Агге брав участь в Олімпійських іграх де показав 16 результат в індивідуальній гонці.